# Ahoudemmeh
Ahoudemmeh (Aḥudemmeh) est le premier métropolite jacobite de Tikrit et de tout l'Orient, précurseur de la fonction de maphrien, consacré par Jacques Baradée en 559, mort martyr le 2 août 575.

## Biographie
Une Vie anonyme en syriaque a été conservée dans un seul manuscrit de la British Library (Ms. Add. 14 645, copié en 936). D'autre part, Jean d'Éphèse consacre un chapitre de son Histoire ecclésiastique à un colloque qu'Ahoudemmeh eut avec le catholicos nestorien Joseph devant le roi Khosrô Ier. Bar Hebræus résume aussi sa carrière en un paragraphe dans sa Chronique ecclésiastique.
Ahoudemmeh naquit à Balad (actuelle Eski-Mossoul, ville située sur la rive droite du Tigre à environ 35 kilomètres en amont de Mossoul), dans le Beth 'Arbayé (province de Nisibe). Sa famille appartenait à l'Église de Perse, officiellement « nestorienne » depuis 486. Il reçut une formation religieuse, et il semble qu'il exerça d'abord des fonctions importantes (épiscopales ?) dans l'Église nestorienne. « À l'âge mûr » il passa au monophysisme, rompit avec sa famille et se mit à attaquer l'Église nestorienne. Il fut consacré évêque monophysite du Beth 'Arbayé, par le catholicos arménien Christophe Ier (regn. 539-545) selon Bar Hebræus.
Il évangélisa les tribus arabes alors païennes de Mésopotamie. Au début, elles ne le laissaient pas approcher de leurs campements, mais il exorcisa la fille d'un chef qui était possédée du démon, et ensuite il eut libre accès auprès de ce peuple. Il établit dans chaque tribu un prêtre et un diacre, et bientôt les Arabes surpassèrent les autres chrétiens en ferveur et en ascétisme. En particulier, ils commençaient le carême une semaine avant les autres. Ahoudemmeh fonda au cœur du Beth Arbayé, dans une localité appelée 'Aïnqenia, un sanctuaire flanqué d'un monastère en l'honneur du martyr saint Serge, afin que les Arabes, qui montraient beaucoup d'attachement pour ce saint, n'aient pas à aller le vénérer à Resafa en territoire byzantin. Mais les nestoriens incendièrent ce sanctuaire, qui fut reconstruit ensuite avec le soutien du roi des Perses.
Selon Jean d'Éphèse, la hiérarchie nestorienne ne cessait de porter devant le roi Khosrô Ier les accusations les plus graves contre les monophysites. Le souverain décida d'organiser en sa présence une confrontation entre les deux partis, pour apprécier lui-même la teneur de leur conflit. Le groupe nestorien était dirigé par le catholicos Joseph lui-même, et l'autre par Ahoudemmeh. Selon l'auteur jacobite, Khosrô put constater que les « orthodoxes » étaient très supérieurs à leurs antagonistes. Il légalisa donc leur Église et leur permit de bâtir des monastères et des édifices de culte. D'après ce récit, c'est à la suite de ce colloque que Jacques Baradée consacra Ahoudemmeh métropolite de tous les monophysites du territoire perse. Selon Bar Hebræus, cette consécration eut lieu en l'an 870 de l'ère des Séleucides (soit entre octobre 558 et septembre 559).
En plus du sanctuaire de 'Aïnqenia, Ahoudemmeh fonda le monastère de Ga'tanî, qui se trouvait près de Tikrit selon Bar Hebræus. Il catéchisa dans Tikrit un grand nombre de Mages, et il accepta de baptiser, dans le monastère d' Apamria, un fils du roi Khosrô qui s'était converti, qui reçut le nom chrétien de Georges, et qui se réfugia ensuite en territoire byzantin. Pour ce dernier acte, Ahoudemmeh fut arrêté en 573 par ordre du roi, fut conduit à Séleucie-Ctésiphon et fut condamné à mourir de faim dans une cellule. Au bout du douzième jour de sa détention, Khosrô se radoucit et ordonna que ses fidèles aient un libre accès auprès de lui. Il passa deux années dans cette prison avec un carcan au cou et des fers aux pieds et mourut le vendredi 2 août 575 (an 886 des Séleucides).
Les fidèles réclamèrent son corps. Les gardiens lui coupèrent la tête pour récupérer le carcan avec le sceau du roi, et le leur donnèrent. Il fut d'abord placé dans une église de la capitale appelée église des Rebibé, mais ensuite un de ses disciples le transporta dans le monastère de Beth Asa situé dans un bourg chrétien du nom d'Aqrounta. Des habitants de Tikrit obtinrent ensuite de pouvoir emporter dans leur ville une partie des reliques.
D'après Bar Hebræus, Ahoudemmeh n'eut pas de successeur du vivant de Khosrô Ier (mort en février 579) comme primat des jacobites du territoire perse, mais dès la première année de règne d'Hormizd IV il y eut un certain Qamjésus établi à Séleucie-Ctésiphon, dans une église voisine du palais royal.

## Œuvre
Voici la notice que Ébedjésus de Nisibe consacre à Ahoudemmeh dans son Catalogue des livres en vers :
« Ahoudemmeh composa un ouvrage contre les philosophes ; un autre contre les Mages ; des définitions de tout genre ; un ouvrage de rhétorique ; des discours sur la composition de la personne ; deux discours sur le point de savoir si la volonté a pouvoir sur la nature [sur le libre-arbitre ?] ; un ouvrage sur l'âme et sur l'homme microcosme. Il a écrit aussi des enseignements dans un style élégant et clair. »
Dans le Ms. Add. 14 620 de la British Library, on trouve quelques pages d'un traité d'Ahoudemmeh sur l'homme composé d'un corps et d'une âme (sûrement les « discours sur la composition de la personne »). Ce manuscrit, en plus de traductions syriaques d'anciens auteurs grecs, ne contient comme autre texte original qu'un traité du nestorien David de Beth Rabban, si bien que ce paraît être un manuscrit d'origine nestorienne.

## Édition
- François Nau (éd.), Histoires d'Ahoudemmeh et de Marouta, métropolitains jacobites de Tagrit et de l'Orient (VIe et VIIe siècles), suivies du traité d'Ahoudemmeh sur l'homme (textes syriaques et traductions françaises), Patrologia Orientalis, t. III, fasc. 1, Paris, Firmin-Didot, 1909.